# Pacte de Bagdad
Pour les articles homonymes, voir CENTO.
Le traité d'organisation du Moyen-Orient, plus communément appelé « pacte de Bagdad », a été signé le 24 février 1955 par le royaume d'Irak, la Turquie, le Pakistan, l'État impérial d'Iran et le Royaume-Uni. Les États-Unis rejoignent le comité militaire de l'alliance en 1958. Le pacte sera rebaptisé « Organisation du traité central » (« Central Treaty Organisation » en anglais ou « CenTO »), après le retrait irakien le 24 mars 1959. Il s'inscrit dans le cadre de la politique de l'endiguement (« containment » en anglais) menée par les États-Unis lors de la guerre froide, dont le but était de ralentir la montée en puissance de l'Union soviétique dans le monde, à travers la mise en place de ce que l'OTAN appelle un « cordon sanitaire ». Le pacte de Bagdad entre également dans la stratégie dite de la « pactomanie » américaine.
La mise en place du pacte de Bagdad — qui fait suite aux créations de l'OTAN et de l'OTASE — provoque une levée de boucliers au Moyen-Orient, notamment en Égypte et en Syrie, mais aussi chez tous les adversaires des États-Unis qui dénonceront un pacte impérialiste, allant à l'encontre de la politique de neutralisme positif prônée jusqu'alors. L'organisation, peu efficace dans les faits, est dissoute en 1979.

## Historique

### Contexte

#### Le traité turco-pakistanais
Au printemps 1953, lors d'une mission diplomatique en Turquie, l'américain Foster Dulles soumet l'idée d'un pacte anti-communiste au président du conseil turc, Adnan Menderes. Ce pacte regroupant les pays de la région devait permettre de contenir la poussée soviétique en Orient. Situé à mi-chemin entre l'OTAN et l'OTASE, il devait servir de trait d'union entre ces deux coalitions.
La Turquie est le premier pays à adhérer au projet, et sera le moteur derrière ce traité. Déjà membre de l'OTAN, elle a été fortement échaudée par ses relations diplomatiques avec l'URSS , et elle espère bien par cette politique sortir de son isolement diplomatique et s'assurer le soutien inconditionnel des États-Unis.
Les remontrances que lui fait le pouvoir soviétique par l'entremise de la Pravda, conforte Menderes du bien-fondé de son action, et le conduit à se rapprocher du Pakistan membre de l'OTASE. En effet, le 2 avril 1954, la Turquie et le Pakistan signent un pacte d'assistance mutuelle. Il s'agit alors d'un pacte ouvert, puisque celui-ci est ouvert aux autres pays de la région.
Cet accord établit que la Turquie et le Pakistan se consulteront en matière internationale, collaboreront en matière de défense et s'assisteront mutuellement en cas d'agression. Plus qu'un pacte, il s'agit en réalité d'un traité d'alliance militaire placé sous l'égide de l'article 51 de la Charte des Nations unies.
Salué par les chancelleries occidentales, le pacte demeure fragile. En cas d'agression, les troupes pakistanaises ou turques devront forcément transiter par l'Irak, puisque le massif montagneux iranien ne permet pas le déplacement de troupe. C'est dans cette optique que la Turquie mène tous ses efforts pour faire intégrer Bagdad à l'alliance.

#### Contexte irakien
Homme fort d'Irak, Nouri Saïd est un anti-communiste convaincu et homme-lige du Royaume-Uni dans la région. S'il n'aime pas beaucoup la Turquie, il est néanmoins conscient de la supériorité militaire de cette dernière sur son pays, et ne tient pas à se l'aliéner. Sa politique vis-à-vis de la Turquie est résumé par Khaled Khanna, président du Parlement irakien qui explique « qu'il vaut mieux signer un accord préventif en vertu duquel ils (les Turcs) entreront chez nous en alliés et non par droit de conquête. Au moins, ils se retireront une fois la guerre terminée ». De plus, il avait toujours dans l'idée de reconstituer le projet de Croissant fertile qu'il a dû abandonner en 1949 sous la pression de l’Égypte et de l'Arabie saoudite, et qui lui permettrait d'entamer une union entre l'Irak, la Jordanie et la Syrie.

#### Contexte iranien

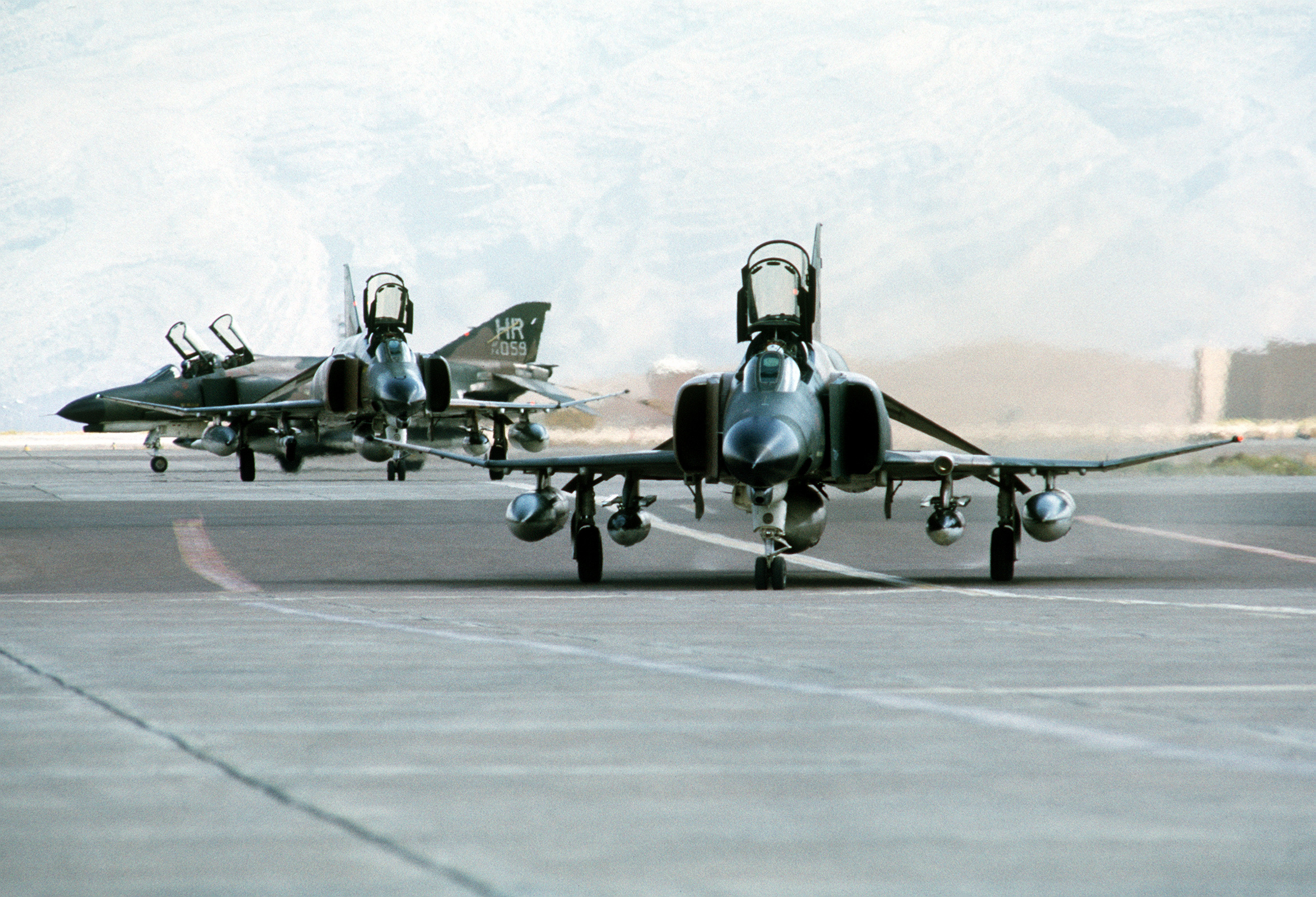
Trois avions américains F-4 Phantom II sur la base aérienne de Chiraz en 1977.

Au début des années 1950, le pays est secoué par l’agitation des milieux nationalistes et communistes qui réclament tous deux la nationalisation du pétrole.
À la tête de ce combat, le docteur Mossadegh, leader du Front national. Nommé premier ministre, il nationalise le pétrole en 1951.
Cette décision provoque de graves remous dans le pays. Le Royaume-Uni ne veut pas se laisser intimider, et l’expulsion des ingénieurs et des techniciens occidentaux des installations pétrolières rendent l’Iran incapable d’extraire et de commercialiser son propre pétrole. Soutenu par les Soviétiques, Mossadegh compte en plus sur le soutien du parti communiste iranien Tudeh. Malgré cela, il est victime en août 1953 d'un coup d'état, l'opération Ajax, menée et financée par les États-Unis et le Royaume-Uni.

### Création du pacte
Le 24 février 1955 un accord est conclu entre la Turquie et l'Irak, couvrant les domaines militaires, sécuritaires et économiques. Le traité, d'une durée de cinq ans reprend les résolutions du traité turco-pakistanais — le Pakistan se joint donc à l'accord — mais il s'en distingue néanmoins dans un certain nombre de points. D'abord, il se place sous l'égide de la Ligue arabe, ensuite, il reste fermé à Israël et enfin il annonce qu'avec quatre puissances signataires, un conseil permanent à l'échelon ministérielle serait créé.
Le 1er avril 1955, le Royaume-Uni est la quatrième puissance à rejoindre l'alliance. Ce pacte revêt un caractère important pour Londres, puisqu'il lui permet de retrouver un peu de l’influence perdue en Orient depuis la fin de la Seconde Guerre mondiale.
Avec le retour au pouvoir du shah, Washington fait savoir que l’adhésion de l’Iran au pacte de Bagdad serait vivement appréciée et que cela engendrerait une augmentation des aides financières à ce pays. Le traité russo-iranien de 1921 (en) est cependant un obstacle, car il permet à l’URSS d’intervenir militairement dans le pays si une puissance tierce se sert du territoire iranien pour « se livrer à des opérations politiques ou militaires hostiles à la Russie ». Les Soviétiques ne manquent pas de le rappeler, mais ces menaces russes poussent le gouvernement iranien à accélérer l’adhésion de son pays au pacte de Bagdad. Le pays rejoint donc l’alliance anti-soviétique le 12 octobre 1955. Devant la menace représentée par les États-Unis qui ont encore à cette date le « monopole de la terreur », les Soviétiques se gardent de lui déclarer la guerre.
À la fin de l'année 1955, le pacte lie cinq pays : la Grande-Bretagne, le royaume d'Irak, l'État impérial d'Iran, le Pakistan et la Turquie.
Déconcertés par l'accueil violent fait au pacte par la rue arabe, et ne tenant pas à se brouiller avec Le Caire, Riyad ou la Ligue arabe, les États-Unis n'adhèrent pas à l'alliance. Considérant le pacte comme stratégique, les États-Unis décident de s'impliquer activement, tout en gardant le simple statut d'« observateur ». Devant les nouvelles possibilités offertes par le traité, le Strategic Air Command quitte Tripoli pour Adana. Situé au plus près de leurs ennemis, les bombardiers américains ne sont plus qu'à 24 minutes des bases aériennes soviétiques les plus proches. Les experts américains déclarent que « Cette base était très vulnérable aussi longtemps que la Turquie était seule, parce que le dispositif manquait de profondeur. Maintenant, il pourra être efficacement défendu, en conjonction avec un réseau d'aérodromes installés en Irak et au Pakistan »
D'autres pays ont été approchés (Arabie saoudite, Jordanie), mais n'ont pas adhéré au pacte.
En Jordanie, les manifestations prennent de plus en plus d’ampleur. Le Royaume-Uni promet de rehausser la subvention annuelle du Royaume à 22 millions de livres sterling en échange d’une adhésion au traité. Devant cette offre, et devant l’insistance des Britanniques par la voix du maréchal Templer, quatre ministres jordaniens quittent leurs fonctions, et des émeutes éclatent dans le pays. Trois gouvernements se succèdent en à peine huit jours et le roi Hussein comprend à ce moment qu’il n’est plus à l’abri d’une révolution. Il décide donc de faire marche arrière, et rejette le traité.
Bien qu'anti-communiste et pro-américain, et le roi Saoud d'Arabie saoudite n'est pas favorable au pacte : il a une trop grande méfiance envers la Turquie, pilier du dispositif, et connaît par ailleurs les visées de Nouri Saïd et des Britanniques à créer un « Croissant fertile » qui contribuerait à l'encerclement de l’Arabie saoudite.

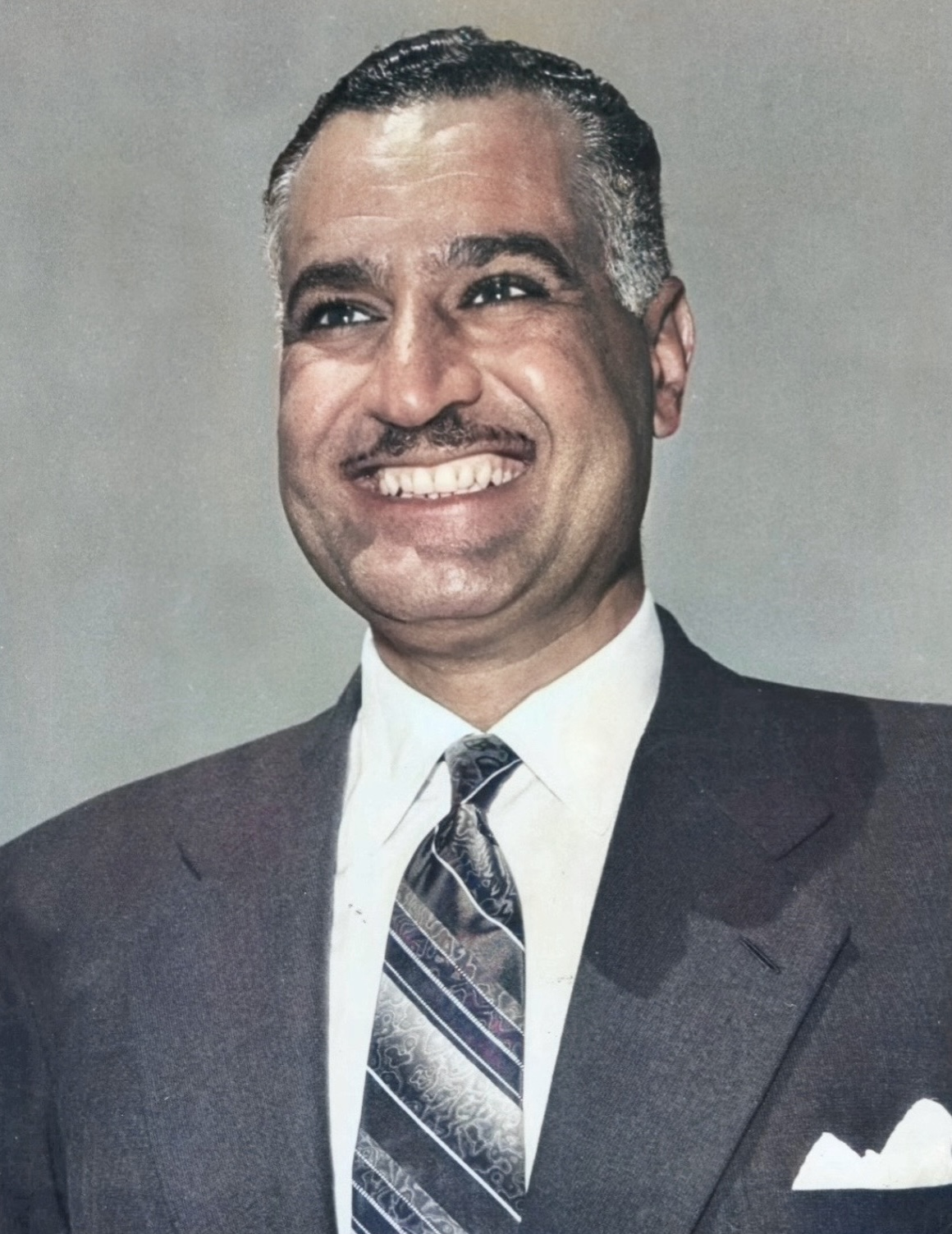
Le président égyptien Nasser était l'un des principaux opposants au pacte de Bagdad, vu comme une résurgence de l'influence du Royaume-Uni.

De son côté, Nasser est très fortement opposé à la création du pacte. Fer de lance du nationalisme arabe, il voit d'un mauvais œil la tentative du Royaume-Uni de rétablir son influence au Moyen-Orient. Voulant échapper à la logique de guerre froide, les Égyptiens défendent alors l'idée d'une forme d'isolationnisme,. Pour autant, l'Égypte négocie dès juillet 1955 avec l'Union soviétique afin d'acquérir des armements. La Syrie, opposée au pacte, se tourne également vers l'Union soviétique.

### Missions
Le pacte est conçu comme le prolongement de l'OTASE pour empêcher une avancée de l'Union soviétique dans les régions pétrolières du Proche-Orient,. Cette alliance contraint les nations aussi bien à la coopération mutuelle et la protection qu'à la non-intervention dans les affaires des autres.
Dans les premières années du pacte, les États-Unis obtiennent des facilités pour espionner l'Union soviétique depuis le Pakistan. Basés à Peshawar, les avions espions Lockheed U-2 pratiquaient des vols de reconnaissance au-dessus de l'espace aérien soviétique. Après la crise des U-2 de 1960, le premier secrétaire du PCUS Nikita Khrouchtchev avertit le Pakistan qu'il était devenu une cible pour les forces nucléaires soviétiques.
En 1959, la chute de la monarchie entraîne le départ de l'Irak du pacte, qui se renomme Central Treaty Organization (Cento) le 21 août 1959,. À cette occasion, les États-Unis deviennent membre associé de l'organisation.
Dès les années 1960 le CENTO se dirige vers une coopération économique entre les membres.
En 1965 et 1971, le Pakistan essaya sans succès d'obtenir de l'aide du CENTO dans sa guerre contre l'Inde.
En 1974, l'invasion turque de Chypre oblige le Royaume-Uni à retirer ses forces d'un lieu pourtant prévu par l'alliance.

### Dissolution du pacte
Le pacte ne résiste pas à l'accumulation de la troisième guerre indo-pakistanaise (1971), de l'invasion turque de Chypre (1974) et de la révolution iranienne (1979), qui entraîne le départ de la Turquie, de l'Iran et du Pakistan du pacte en 1979, puis sa dissolution la même année. L'alliance, peu efficace, a mal joué son rôle de prévention de l'expansion de l'influence soviétique sur la zone, à en juger par l’Égypte et la Syrie qui se sont tournées vers l'Union soviétique.

## Organisation
L'organisation est construite sur le modèle de l'OTAN. Jusqu'au départ de l'Irak en mars 1959 l'organisation siège à Bagdad, puis ses bureaux sont transférés à Ankara (Turquie), dans l'ancien bâtiment du Parlement.